# Miranda de Azán (kommunhuvudort)
Miranda de Azán är en kommunhuvudort i Spanien. Den ligger i provinsen Provincia de Salamanca och regionen Kastilien och Leon, i den centrala delen av landet, 170 km väster om huvudstaden Madrid. Miranda de Azán ligger 821 meter över havet och antalet invånare är 384.
Terrängen runt Miranda de Azán är lite kuperad. Runt Miranda de Azán är det glesbefolkat, med 15 invånare per kvadratkilometer. Närmaste större samhälle är Salamanca, 9,1 km norr om Miranda de Azán. Trakten runt Miranda de Azán består till största delen av jordbruksmark.